# Shotouka-Chiri
Le Shotouka-Chiri est un manuel de géographie pour les écoles élémentaires du Japon publié en 1943. Il constitue le texte officiel de géographie d'emploi obligatoire dans le cadre du Kokumin Gakkou ou « École nationale ». Il vient en complément de l'histoire du Japon récente présentée dans les textes officiels Shinmin no michi et Kokutai no Hongi du Rescrit impérial sur l'éducation.

## Introduction
Ce manuel est divisé en deux parties : Chapitre I « la géographie du Japon » et chapitre II « la géographie du monde ».
Le contenu du premier chapitre de la première partie « les îles japonaises » est expliqué en relation avec la région Asie-Pacifique, en particulier l'Asie du Grand Est. L'environnement physique du Japon est expliqué en détail dans le chapitre 2. La géographie de chaque région au Japon est présentée à partir du chapitre trois et Karafuto, Chosen, Formose, Kantoshu en Chine en plus de l'île principale du Japon qui font partie du Japon à cette époque. Le contenu de chaque chapitre de la deuxième partie est chronologique, principalement sur les produits de chaque région.

## Contenu du texte du Shotouka-Chiri
- Première partie : 1 Carte de l'Empire japonais
- 2-Honshū, Kyushu et Shikoku
- 3-Plaines du Kanto  où se trouve la capitale de l'Empire
- 4-De Tokyo à Kobe
- 5-De Kobe à Shimonoseki
- 6-Kyushu et les petites îles environnantes
- Deuxième partie : 1 Carte de la Grande Asie orientale
- 2-Syonan (Singapour) et péninsule Malaise
- 3-Les îles de l'Inde orientale (Andaman et Nicobar)
- 4-L'archipel des Philippines
- 5-Manshokoku (Mandchoukuo)
- 6-Moukyo (Mengjiang) la partie nord-est de la Chine

## Idées patriotiques et nationalistes dans le texte
La description dans le premier chapitre est comme suit :

« La forme avec laquelle chacune des îles, la Chisima-To dans le nord, l'île principale de Honshu au centre et les îles Ryūkyū au sud, fait saillie dans l'océan Pacifique comme un arc, implique que toutes les îles du Japon se resserrent beaucoup mieux . Nous pouvons sentir quelque chose des pouvoirs forts de cette forme.
La forme des îles du Japon n'est pas ordinaire. Nous pouvons imaginer la forme de l'avenir de l'Océan Pacifique se tenant courageusement debout devant le continent asiatique. Les îles japonaises peuvent également être considérées comme jouant le rôle de défenseurs du continent de l'océan Pacifique. Ainsi, nous croyons que Dieu a créé véritablement notre pays, le Japon qui est béni avec un territoire incomparable à cet endroit et avec sa forme. »

Le dernier paragraphe du chapitre continue ainsi :

« La densité élevée de population et l'augmentation du taux de population au Japon sont assez rares dans le monde. Cela indique la plénitude du pouvoir d'État et nous rassure. »

Dans le deuxième chapitre est présentée une vision du monde centrée sur l'Asie. Son contenu est limité à l'Asie et à l'Océanie.
La région de Dai-Toa est présentée puis chaque région est décrite l'une après l'autre : Singapour, la Péninsule Malaise, les Philippines, la Mandchourie, le Mengjiang, etc.
Dans le troisième et dernier chapitre, le livre expose :

« C'est notre pays, Nihon, à partir duquel le soleil se lève, qui est situé dans le centre de Dai-Toa (Grande Asie orientale), qui comprend la région de l'océan Pacifique et ses îles, du continent asiatique à l'océan Indien. Selon la volonté du Tenno, une centaine de millions de nos frères nés au Japon doivent accomplir la grande tâche de la construction de la région de Dai-Toa dans laquelle nous ne devons pas décevoir nos ancêtres. Nous devons donner et partager avec tout le monde le plaisir d'une paix et d'une co-prospérité mondiale éternelle de tous les pays du monde. »

## Source de la traduction
- (en) Cet article est partiellement ou en totalité issu de l’article de Wikipédia en anglais intitulé « Shotouka-Chiri » (voir la liste des auteurs).